# مدار هوهمان
مدار ترابرد هوهمان (به آلمانی: Hohmann bahn) به مداری بیضی‌شکلی گفته‌می‌شود که، با پایین‌ترین مصرف انرژی ابزار فضایی را در میان دو مداری که یک‌دیگر را قطع نمی‌کنند و شعاع متفاوت دارند، جابه‌جا می‌کند. برای انجام این مانور نیاز به رسیدن به سرعت {\displaystyle \Delta v} است و این کار تنها با استفاده از رانشگرهای نصب شده روی ابزار ممکن است. این مدار به یاد والتر هوهمان دانشمند آلمانی که این روش را برای اولین بار در سال ۱۹۲۵ در یکی از نوشته‌هایش منتشر کرد، نامگذاری شده‌است.

## دلیل نیاز به تغییر مدار
برای بسیاری از ابزارها نصب شده روی ماهواره داشتن ارتفاع و نگاه داشتن این ارتفاع مناسب بسیار مهم است. مثال ماهواره‌های تجاری (ارتباطی) هستند که تنها در مدار ژئوسنکرون قابل دریافت روی زمین می‌باشند و از آن‌ها می‌توان استفاده کرد. رسیدن به چنین مداری با استفاده از موشک‌ها و امکانات کنونی ممکن نیست برای همین نیاز به مداری است که وسیله را از مدار پایینی به مدار بالاتر منتقل کند.

## روش انجام مانور
با تغییر سرعت {\displaystyle v} به میزان {\displaystyle \Delta v}، فضاپیما وارد مدار جدیدی می‌شود، که دارای نقطهٔ مشترک {\displaystyle r} با مدار قدیمی است. به همین دلیل فقط سه عنصر مداری تغییر می‌کنند ( سه ترکیب خطی از عنصرهای مداری غیر وابسته)، در حالی که دیگر عناصر ثابت می‌مانند. برای تغییر هر شش عنصر مداری نیاز به حداقل دو مانور است.
این مانور را می‌توان به دو صورت انجام داد. اگر تغییر سرعت در جهت جسم متحرک در مدار باشد باعث تغییر نوع و اندازهٔ مدار {\displaystyle (a,e)} و حضیض {\displaystyle (\omega ,M)} می‌شود. به صورت همسان اگر تکانه به صورت عمود بر جسم وارد شود، خط گره‌ها  {\displaystyle (i,\Omega )} را تغییر می‌دهد.

مثالی برای مدار هوهمان

## محاسبه
برای محاسبهٔ سرعت {\displaystyle \Delta v} از طریق تساوی ویز-ویوا سرعت فضاپیما را در نقاط زیر محاسبه می‌شود.
در مدار اولیه {\displaystyle v_{i}}، در حضیض مدار هوهمان {\displaystyle v_{p}}، در اوج (بیضی) مدار هوهمان {\displaystyle v_{a}} و در مدار دومی {\displaystyle v_{f}}:
{\displaystyle v_{p}={\sqrt {GM\cdot \left({\frac {2}{r_{p}}}-{\frac {2}{r_{a}+r_{p}}}\right)}}}
{\displaystyle v_{a}={\sqrt {GM\cdot \left({\frac {2}{r_{a}}}-{\frac {2}{r_{a}+r_{p}}}\right)}}}
در اینجا {\displaystyle G} ثابت گرانش و {\displaystyle M} جرم سیاره می‌باشد. {\displaystyle r} مکان اولیه فضاپیما و a طول نیم قطر بزرگ مدار بیضوی است.
سپس {\displaystyle \Delta v} را می‌توان از روش زیر محاسبه کرد:
{\displaystyle v_{1}=v_{p}-v_{i}}
{\displaystyle v_{2}=v_{f}-v_{a}}
{\displaystyle v_{1}} سرعت لازم برای خارج شدن از مدار اولیه و ورود به مدار هوهمان است و {\displaystyle v_{2}} سرعت لازم برای وارد شدن از مدار هوهمان به مدار ثانویه.
{\displaystyle \Delta v=v_{1}+v_{2}}